# Hänge und Talräume bei Heikhausen
Koordinaten: 50° 57′ 24″ N, 7° 36′ 31″ O
Das Naturschutzgebiet Hänge und Talräume bei Heikhausen liegt auf dem Gebiet der Gemeinde Reichshof im Oberbergischen Kreis in Nordrhein-Westfalen.
Das Gebiet umgibt den Ort Heikausen, einen Ortsteil der Gemeinde Reichshof. Am südlichen Rand des Gebietes verläuft die Landesstraße L 148 und nordöstlich die L 96, westlich fließt der Dreisbach, ein rechter Zufluss der Wiehl, und verläuft die L 133.

## Bedeutung
Das etwa 32,9 ha große Gebiet wurde im Jahr 2014 unter der Schlüsselnummer GM-118 unter Naturschutz gestellt. Schutzziele sind die Erhaltung und Optimierung eines strukturreichen, z. T. mageren Grünlandkomplexes mit eingestreuten Gehölzbeständen als regional bedeutender Refugial- und Trittsteinbiotop für konkurrenzschwache Arten des extensiv genutzten Offenlandes in einem landwirtschaftlich intensiv genutzten Landschaftsraum.